# 1968年グルノーブルオリンピックのオーストリア選手団
1968年グルノーブルオリンピックのオーストリア選手団（1968ねんグルノーブルオリンピックのオーストリアせんしゅだん）は、1968年2月6日から2月18日まで、フランスのグルノーブルで開催された1968年グルノーブルオリンピックのオーストリア選手団、およびその競技結果。

## 概要
今大会は金メダル3個、銀メダル4個、銅メダル4個の合計11個のメダルを獲得した。

## メダル
| メダル   | 選手名                                                                                    | 競技               | 種目         |
| -------- | ----------------------------------------------------------------------------------------- | ------------------ | ------------ |
| 金メダル | オルガ・パール                                                                            | アルペンスキー     | 女子滑降     |
| 金メダル | ヴォルフガング・シュヴァルツ                                                              | フィギュアスケート | 男子シングル |
| 金メダル | マンフレット・シュミット                                                                  | リュージュ         | 男子1人乗り  |
| 銀メダル | ヘルベルト・フーバー                                                                      | アルペンスキー     | 男子回転     |
| 銀メダル | エルヴィン・ターラー レインホルト・デュルンターラー ヘルベルト・グルーバー ヨセフ・エダー | ボブスレー         | 男子4人残り  |
| 銀メダル | マンフレット・シュミット エバルト・バルチ                                                 | リュージュ         | 男子2人乗り  |
| 銀メダル | ラインホルト・バハラー                                                                    | スキージャンプ     | 男子70m級    |
| 銅メダル | ハイニ・メスナー                                                                          | アルペンスキー     | 男子大回転   |
| 銅メダル | アルフレート・マット                                                                      | アルペンスキー     | 男子回転     |
| 銅メダル | クリストゥル・ハース                                                                      | アルペンスキー     | 女子滑降     |
| 銅メダル | バルダー・プライムル                                                                      | スキージャンプ     | 男子70m級    |